# La otra cara del alma
La otra cara del alma es una telenovela mexicana producida por Rita Fusaro para TV Azteca en el 2012 y 2013, es una adaptación libre de la telenovela El ángel caído de Televisa.
Protagonizada antagónicamente por Gabriela Spanic, como protagonista masculino tuvo a Eduardo Capetillo y el regreso a las telenovelas de Michelle Vieth, con las participaciones antagónicas de Jorge Alberti y Ramiro Huerta. Cuenta  además con las actuaciones estelares de Saby Kamalich, Sergio Klainer, Verónica Langer, Cecilia Piñeiro, Lambda García y Esmeralda Ugalde.
Las grabaciones comenzaron el 8 de octubre de 2012 y concluyeron el 13 de febrero de 2013.

## Sinopsis
La protagonista de esta telenovela es Alma Hernández Quijano, una mujer a quien todos consideran buena y generosa, pero en realidad su maldad no tiene límites y no se detendrá ante nada para lograr sus objetivos.
La historia empieza cuando Don Carlos de la Vega, dueño de las joyerías De la Vega-Quijano, acusa de fraude a José Luis Hernández, sobrino político de su mujer, doña Josefina Quijano. Ofelia Quijano, sobrina de Josefina y esposa de José Luis, pide ayuda a su tía, pero ésta sólo piensa en su propia hija, Roxana, que sufre una enfermedad terminal. Poco después, José Luis y Ofelia sufren un accidente mortal del que sólo sobrevive la hija de ambos, Alma, quien va a parar a un orfanato. Al mismo tiempo, fallece Roxana, dejando a huérfana a su hija, Daniela.
Un año después, Josefina, atormentada por la culpa de no haber ayudado a su sobrina Ofelia, decide hacerse cargo de su sobrina-nieta, la pequeña Alma. Alma y Daniela crecen como hermanas y siendo queridas por igual por Josefina. Sin embargo, Alma siente un profundo rencor hacia su tía-abuela por no haber ayudado a sus padres y hacia Carlos por considerarlo el culpable de sus muertes. 
Por este motivo, Alma comienza a planear su venganza contra su familia, empezando por provocar la muerte de su tío-abuelo siendo aún una niña y, ya adulta, manteniendo una relación amorosa con Armando de Alba, el prometido de su prima Daniela y amigo de la infancia de ambas.
Al mismo tiempo, regresa al pueblo Roberto Monteagudo, otro amigo de la infancia de Armando, Daniela y Alma. Roberto siempre estuvo enamorado de Alma y ahora que se reencuentra con ella está dispuesto a todo para conseguir su amor, sin imaginarse que Alma es una mujer perversa y malvada a quien solo le importa destruir a la familia De la Vega-Quijano.

## Elenco
- Gabriela Spanic - Alma Hernández Quijano
- Eduardo Capetillo - Roberto Monteagudo
- Michelle Vieth - Daniela Aldama De la Vega
- Jorge Alberti - Armando De Alba
- Sergio Klainer - Padre Ernesto
- Saby Kamalich - Josefina Quijano Vda. de De la Vega
- Ramiro Huerta - Margarito "El Gallo" Maldonado
- Verónica Langer - Felicitas Durán
- Cecilia Piñeiro - Sofía Durán
- Lambda García - Marcos Figueroa
- Esmeralda Ugalde - Remedios Durán
- Mariana Castillo - Ana
- Fernando Sarfati - Joaquín De Alba
- Carmen Beato - Elvira de De Alba
- Javier Escobar - Fernando Suárez "El Jején"
- Sergio Bonilla - Abel Cifuentes / Carlos Abel De la Vega Cifuentes
- Amaranta Ruiz - Nieves Cifuentes
- Fidel Garriga - Orlando Macías
- Melissa Barrera - Mariana Robles Durán
- Giovanni Florido - Valiente Suárez Del Valle
- Pia Watson - Alejandra Macías / Alejandra De la Vega
- Martín Navarrete - Fernando Rivera
- Eugenio Montessoro - Mauricio Figueroa
- Eva Prado - Lucía de Figueroa
- Ana Karina Guevara - Ernestina
- Mayte Gil - Rosy
- Adriana Lumina - Karla
- Liliana Lago - Sasha
- Augusto Di Paolo - César Miranda
- Adrián Rubio - Juan Robles
- Valeria Lorduguin - Lina
- Cristal Uribe - Martha
- Luis Cárdenas - Carlos De la Vega
- Fabián Corres - José Luis Hernández
- Alejandra Briseño - Ofelia Quijano de Hernández
- Pedro Mira - Dionisio Aldama
- Citlali Galindo - Roxana De la Vega Quijano de Aldama
- Gala Montes - Alma Hernández Quijano (Niña)
- Armando Durán - Roberto Monteagudo (Niño)
- Ana Sofía Durán - Daniela Aldama De la Vega (Niña)
- Enzo Durán - Armando De Alba (Niño)

## Versiones
- La otra cara del alma es un remake de la telenovela El ángel caído, producida por Francisco Burillo para Televisa en 1985 y protagonizada antagónicamente por Rebecca Jones.